# Motor City Cruise
Der Motor City Cruise ist ein Basketballteam der NBA G-League, das in Detroit (Michigan) beheimatet ist. Die Heimhalle des Franchise ist die Wayne State Arena.

## Geschichte
Bereits von 1989 bis 1992 existierte eine CBA-Franchise mit Namen San Jose Jammers, die in der Spielzeit 1991/92 als Bakersfield Jammers in Bakersfield spielten. Am Ende dieser Spielzeit wurden die Jammers jedoch eingestellt.
Die heutigen Suns wurden zur Saison 2006/2007 als Bakersfield Jam neu in die NBA Development League aufgenommen. Zuvor hatte die Liga bekannt gegeben, dass in Bakersfield ein neues Franchise angesiedelt werden solle. Zur Saison 2007/2008 konnten die Fans abstimmen, ob das Team einen neuen Namen erhalten solle. Zur Auswahl standen die Namen: Bakersfield Desperados, Bakersfield Roughnecks, Bakersfield Oilers oder weiterhin Bakersfield Jam. Die Fans entschieden, dass der Name Bakersfield Jam weiterhin Bestand haben solle.
Aufgrund der kleinen Fan-Basis in Bakersfield gab es immer wieder Gerüchte, nach denen der Jam den Spielbetrieb einstellen würde. Aber diese wurden von der Führung des Teams stets umgehend dementiert.
Mit lediglich 420 Plätzen spielte der Jam in der kleinsten Halle der Liga. Das Jam Events Center wurde 2009 erbaut und war seitdem Trainings- und Spielort des Jam. Zuvor trugen die Jam ihre Spiele in der wesentlich größeren Rabobank Arena aus. Aufgrund der relativ kleinen Fan-Basis konnte der Jam so laut eigenen Angaben bis zu 500.000 US-Dollar pro Saison sparen. 2012 wurde der gemeinnützige Krankenhauskonzern Dignity Health Namenssponsor der kleinen Halle.
Seit ihrer Entstehung war der Jam Farmteam verschiedener Vereine der National Basketball Association (NBA). Von 2011 bis 2014 war er den Los Angeles Clippers, den Phoenix Suns, den Toronto Raptors, dem Utah Jazz und den Atlanta Hawks zur Abstellung und Zuweisung von Spielern zugeordnet. Zur Saison 2014/15 übernahmen die Phoenix Suns den Jam als alleiniger Partner. 2016 folgte der Umzug nach Prescott Valley und die Umbenennung von Bakersfield Jam in Northern Arizona Suns. Im Juli 2020 erwarben die Detroit Pistons das Franchise und siedelten es nach Erlöschen ihres Vertrages mit dem Grand Rapids Drive in der Saison 2021/22 in Detroit als Motor City Cruise an.

## Bekannte Spieler
| - Derrick Byars - Patrick O’Bryant - Devin Ebanks - Jared Newson | - Dennis Schröder - Qyntel Woods - Jamison Brewer - Kosta Perović | - Brandon Bowman - Rudy Gobert - Eric Bledsoe - Kendall Marshall |

## Zuordnungen von NBA-Vereinen
| - Golden State Warriors (2006–2010) - Sacramento Kings (2006–2008) - Orlando Magic (2008–2009) - Los Angeles Clippers (2009–2014) | - Los Angeles Lakers (2010–2011) - Toronto Raptors (2011–2014) - Atlanta Hawks (2011–2014) - Phoenix Suns (2011–2020) | - Utah Jazz (2013–2014) - Detroit Pistons (seit 2020) |